# Pavetta bequaertii
Pavetta bequaertii là một loài thực vật có hoa trong họ Thiến thảo. Loài này được De Wild. mô tả khoa học đầu tiên năm 1923.